# Bridger (condado de Carbon, Montana)
Bridger es un pueblo ubicado en el condado de Carbon en el estado estadounidense de Montana. En el Censo de 2010 tenía una población de 708 habitantes y una densidad poblacional de 340 personas por km².

## Geografía
Bridger se encuentra ubicado en las coordenadas 45°17′41″N 108°55′0″O / 45.29472, -108.91667. Según la Oficina del Censo de los Estados Unidos, Bridger tiene una superficie total de 2.08 km², de la cual 2.08 km² corresponden a tierra firme y (0%) 0 km² es agua.

## Demografía
Según el censo de 2010, había 708 personas residiendo en Bridger. La densidad de población era de 340 hab./km². De los 708 habitantes, Bridger estaba compuesto por el 95.48% blancos, el 0.14% eran afroamericanos, el 2.68% eran amerindios, el 0.28% eran asiáticos, el 0% eran isleños del Pacífico, el 0.28% eran de otras razas y el 1.13% pertenecían a dos o más razas. Del total de la población el 1.84% eran hispanos o latinos de cualquier raza.